# Mémorial
Mémorial és el diari oficial del Gran Ducat de Luxemburg. És publicat pel Servei Central de Legislació, una agència del govern de Luxemburg. Fins a la Segona Guerra Mundial, Mémorial va ser publicat en francès i alemany, els dos idiomes oficials del país. Després de la guerra, s'ha publicat en només francès (encara que l'alemany segueix sent una llengua oficial i el luxemburguès s'ha reconegut també com a idioma oficial).
Mémorial es subdivideix en tres publicacions separades. Encara que ja s'havia establert la separació de les publicacions, la disposició i la separació de funcions actual és dictat pel decret del Gran Ducat de 9 de gener de 1961. En virtut d'aquest decret, les tres publicacions del Mémorial són:
- Mémorial A, que conté el text legislatiu, els decrets del Gran Ducat i les directives de la Unió Europea. Va ser establert pel decret Gran Ducal del 22 d'octubre de 1842.[2]
- Mémorial B, que conté instruccions administratives; canvis en les polítiques governamentals que no requereixen una forma de legislació, directiva o decret; i edictes d'importància només per a persones específiques o per només d'un període molt curt de temps. Va ser establert pel decret Gran Ducal del 20 d'abril de 1854.[3]
- Mémorial C, que conté els assumptes personals i financers, incloent la fundació, liquidació i reestructuració de les empreses. Va ser establert per llei el 10 d'agost de 1915.[4]